# Selecció de futbol de Xile
La selecció de futbol de Xile és l'equip que representa Xile a les competicions oficials de futbol, organitzado per la Federació de Futbol de Xile. Debutà internacionalment el 27 de maig de 1910 a Buenos Aires contra l'Argentina, amb victòria dels darrers per 3 a 1.
Xile participà en la primera Copa del Món, l'any 1930. En el seu grup derrotà les seleccions de Mèxic i França i va perdre amb Argentina i es va classificar en segona posició al seu grup, essent eliminada. A la Copa del Món de Futbol de 1950 també fou eliminada a la primera ronda, i només va guanyar un únic partit als Estats Units per 5-2.
La seva millor actuació internacional fou a la Copa del Món de 1962, organitzada al propi país. Perdé per 4-2 amb els futurs campions Brasil a les semifinals i derrotà la selecció de Iugoslàvia per 1 a 0. Va acabar en la tercera posició final.
Xile també participà en els Mundials de 1966, 1974, 1982, amb eliminacions a la primera ronda, i al de 1998, on arribà a la segona.
El moment més infame de la selecció arribà en la fase de classificació de la copa del Món de 1990. En un partit disputat el 3 de setembre de 1989 a l'estadi de Maracanã, el porter xilè Roberto Rojas caigué al terreny de joc aparentment ferit per un objecte llençat des del públic. La selecció xilena va abandonar el partit. L'estudi de les imatges demostrà que l'objecte no va fer contacte amb el porter i que s'autolesionà. La FIFA va donar el partit per guanyat a la selecció brasilera i va desqualificar els xilens de la competició. La selecció, a més, fou sancionada per la FIFA sense poder participar en la Copa del Món de 1994.
Pel que fa a la resta de competicions cal assenyalar la medalla de bronze guanyada per l'equip als Jocs Olímpics de Sydney 2000, amb el golejador Iván Zamorano com a màxim realitzador del campionat. A més ha arribat a quatre finals de la Copa Amèrica de futbol. És, juntament amb Equador i Veneçuela, una de les tres nacions sud-americanes que mai han guanyat la competició.

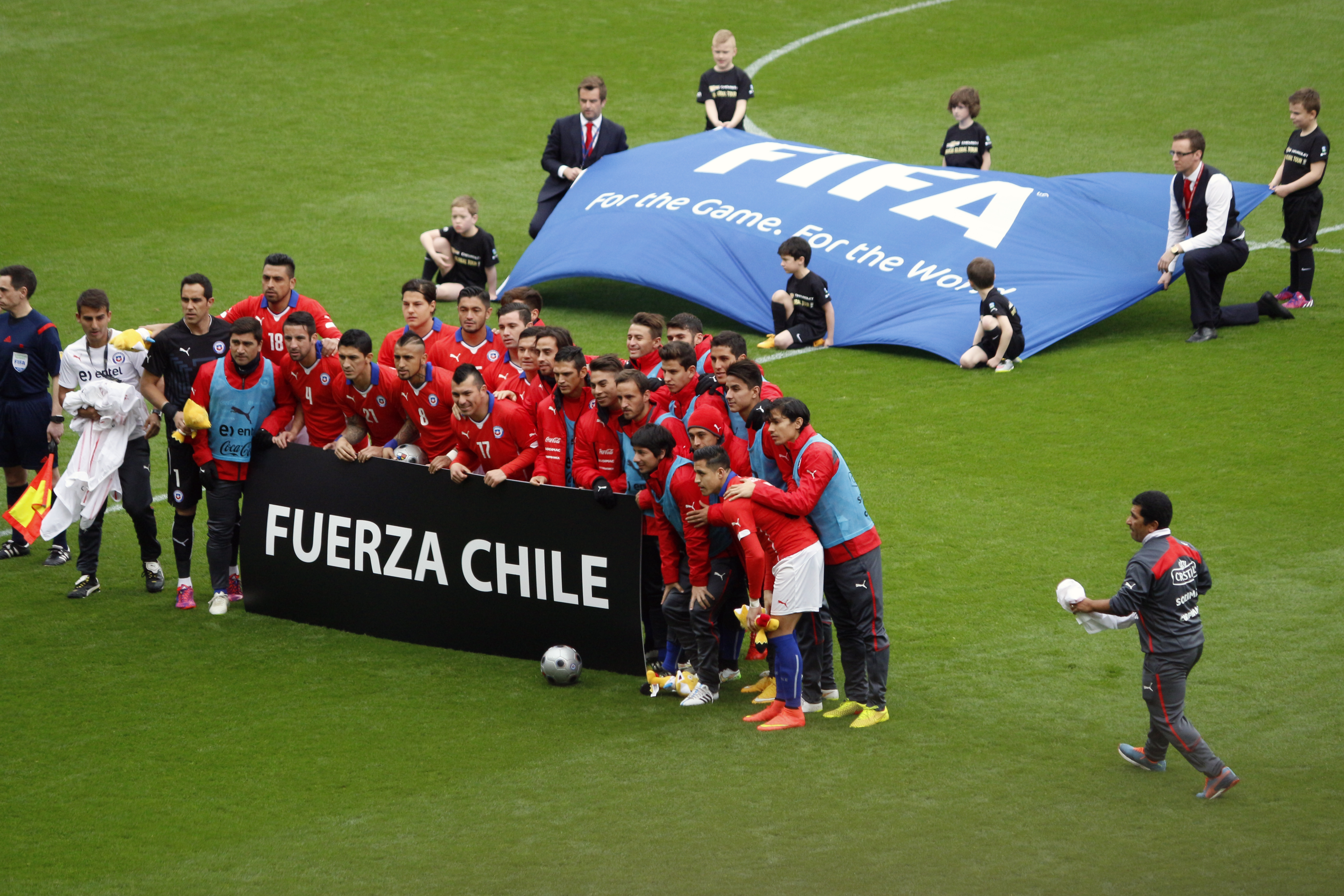
Partit entre Xile i el Brasil el 2015.

Després d'una sèrie de males interpretacions i crítiques dures, Claudio Borghi va renunciar com a manager de Xile al novembre de 2012. Un nou gerent, Jorge Sampaoli, va ser nomenat al desembre de 2012. Un deixeble de Marcelo Bielsa, Jorge Sampaoli va trencar nous registres per a La Roja en guanyar 10, dibuix 3 i perdent només 3 de 15 jocs com el cap de la selecció xilena.
Amb Sampaoli, Xile va ser capaç de classificar-se per a la Copa Mundial de la FIFA 2014, arribant a la ronda de 16, quan Xile va perdre davant Brasil en els penals. En la Copa Amèrica 2015, Xile va guanyar el seu primer partit contra l'Equador, amb 2-0 sent la puntuació. En el seu segon partit, Xile va atreure cap a Mèxic. Xile va avançar als vuitens de final com a primer del Grup A amb 7 punts i la majoria dels gols marcats de qualsevol equip en el torneig (10). Després van vèncer l'Uruguai en els quarts de final i Perú a les semifinals. A la final, Xile va derrotar l'Argentina en els penals després d'un empat 0-0, per guanyar el seu primer títol de la Copa Amèrica.

## Competicions internacionals

### Participacions en la Copa del Món
Campions      Finalistes      Tercers      Quarts
Un requadre vermell indica que eren amfitrions del campionat.
| Historial a la Copa del Món | Historial a la Copa del Món | Historial a la Copa del Món | Historial a la Copa del Món | Historial a la Copa del Món | Historial a la Copa del Món | Historial a la Copa del Món | Historial a la Copa del Món | Historial a la Copa del Món |
| Edició                      | Ronda                       | Posició                     | PJ                          | PG                          | PE                          | PP                          | GF                          | GC                          |
| --------------------------- | --------------------------- | --------------------------- | --------------------------- | --------------------------- | --------------------------- | --------------------------- | --------------------------- | --------------------------- |
| 1930                        | Primera ronda               | 5s                          | 3                           | 2                           | 0                           | 1                           | 5                           | 3                           |
| 1934                        | Es retirà                   | Es retirà                   | Es retirà                   | Es retirà                   | Es retirà                   | Es retirà                   | Es retirà                   | Es retirà                   |
| 1938                        | Es retirà                   | Es retirà                   | Es retirà                   | Es retirà                   | Es retirà                   | Es retirà                   | Es retirà                   | Es retirà                   |
| 1950                        | Primera ronda               | 9s                          | 3                           | 1                           | 0                           | 2                           | 5                           | 6                           |
| 1954                        | No s'hi classificà          | No s'hi classificà          | No s'hi classificà          | No s'hi classificà          | No s'hi classificà          | No s'hi classificà          | No s'hi classificà          | No s'hi classificà          |
| 1958                        | No s'hi classificà          | No s'hi classificà          | No s'hi classificà          | No s'hi classificà          | No s'hi classificà          | No s'hi classificà          | No s'hi classificà          | No s'hi classificà          |
| 1962                        | Tercer lloc                 | 3s                          | 6                           | 4                           | 0                           | 2                           | 10                          | 8                           |
| 1966                        | Primera ronda               | 13s                         | 3                           | 0                           | 1                           | 2                           | 2                           | 5                           |
| 1970                        | No s'hi classificà          | No s'hi classificà          | No s'hi classificà          | No s'hi classificà          | No s'hi classificà          | No s'hi classificà          | No s'hi classificà          | No s'hi classificà          |
| 1974                        | Primera ronda               | 11s                         | 3                           | 0                           | 2                           | 1                           | 1                           | 2                           |
| 1978                        | No s'hi classificà          | No s'hi classificà          | No s'hi classificà          | No s'hi classificà          | No s'hi classificà          | No s'hi classificà          | No s'hi classificà          | No s'hi classificà          |
| 1982                        | Primera ronda               | 22s                         | 3                           | 0                           | 0                           | 3                           | 3                           | 8                           |
| 1986                        | No s'hi classificà          | No s'hi classificà          | No s'hi classificà          | No s'hi classificà          | No s'hi classificà          | No s'hi classificà          | No s'hi classificà          | No s'hi classificà          |
| 1990                        | No s'hi classificà          | No s'hi classificà          | No s'hi classificà          | No s'hi classificà          | No s'hi classificà          | No s'hi classificà          | No s'hi classificà          | No s'hi classificà          |
| 1994                        | Sancionada                  | Sancionada                  | Sancionada                  | Sancionada                  | Sancionada                  | Sancionada                  | Sancionada                  | Sancionada                  |
| 1998                        | Vuitens de final            | 16s                         | 4                           | 0                           | 3                           | 1                           | 5                           | 8                           |
| 2002                        | No s'hi classificà          | No s'hi classificà          | No s'hi classificà          | No s'hi classificà          | No s'hi classificà          | No s'hi classificà          | No s'hi classificà          | No s'hi classificà          |
| 2006                        | No s'hi classificà          | No s'hi classificà          | No s'hi classificà          | No s'hi classificà          | No s'hi classificà          | No s'hi classificà          | No s'hi classificà          | No s'hi classificà          |
| 2010                        | Vuitens de final            | 10s                         | 4                           | 2                           | 0                           | 2                           | 3                           | 5                           |
| 2014                        | Vuitens de final            | 9s                          | 4                           | 2                           | 1                           | 1                           | 6                           | 4                           |
| 2018                        | No s'hi classificà          | No s'hi classificà          | No s'hi classificà          | No s'hi classificà          | No s'hi classificà          | No s'hi classificà          | No s'hi classificà          | No s'hi classificà          |
| 2022                        | No s'hi classificà          | No s'hi classificà          | No s'hi classificà          | No s'hi classificà          | No s'hi classificà          | No s'hi classificà          | No s'hi classificà          | No s'hi classificà          |
| 2026                        | Pendent                     | Pendent                     | Pendent                     | Pendent                     | Pendent                     | Pendent                     | Pendent                     | Pendent                     |
| 2030                        | Pendent                     | Pendent                     | Pendent                     | Pendent                     | Pendent                     | Pendent                     | Pendent                     | Pendent                     |
| 2034                        | Pendent                     | Pendent                     | Pendent                     | Pendent                     | Pendent                     | Pendent                     | Pendent                     | Pendent                     |
| Total                       | Tercer lloc                 | Tercer lloc                 | 33                          | 11                          | 7                           | 15                          | 40                          | 49                          |

### Copa de Confederacions
| Campionat | Ronda            | Posició          | PJ               | PG               | PE               | PP               | GF               | GC               |
| --------- | ---------------- | ---------------- | ---------------- | ---------------- | ---------------- | ---------------- | ---------------- | ---------------- |
| 1992      | No es classificà | No es classificà | No es classificà | No es classificà | No es classificà | No es classificà | No es classificà | No es classificà |
| 1995      | No es classificà | No es classificà | No es classificà | No es classificà | No es classificà | No es classificà | No es classificà | No es classificà |
| 1997      | No es classificà | No es classificà | No es classificà | No es classificà | No es classificà | No es classificà | No es classificà | No es classificà |
| 1999      | No es classificà | No es classificà | No es classificà | No es classificà | No es classificà | No es classificà | No es classificà | No es classificà |
| 2001      | No es classificà | No es classificà | No es classificà | No es classificà | No es classificà | No es classificà | No es classificà | No es classificà |
| 2003      | No es classificà | No es classificà | No es classificà | No es classificà | No es classificà | No es classificà | No es classificà | No es classificà |
| 2005      | No es classificà | No es classificà | No es classificà | No es classificà | No es classificà | No es classificà | No es classificà | No es classificà |
| 2009      | No es classificà | No es classificà | No es classificà | No es classificà | No es classificà | No es classificà | No es classificà | No es classificà |
| 2013      | No es classificà | No es classificà | No es classificà | No es classificà | No es classificà | No es classificà | No es classificà | No es classificà |
| 2017      | Finalista        | 2s               | 5                | 1                | 3                | 1                | 4                | 3                |
| Total     | Finalista        | 1/10             | 5                | 1                | 3                | 1                | 4                | 3                |

### Participacions en la Copa Amèrica
| - 1916 - Quarta posició - 1917 - Quarta posició - 1919 - Quarta posició - 1920 - Quarta posició - 1921 - No participà - 1922 - Cinquena posició - 1923 - No participà - 1924 - Quarta posició - 1925 - No participà - 1926 - Tercera posició - 1927 - No participà |  | - 1929 - No participà - 1935 - Quarta posició - 1937 - Cinquena posició - 1939 - Quarta posició - 1941 - Tercera posició - 1942 - Sisena posició - 1945 - Tercera posició - 1946 - Cinquena posició - 1947 - Quarta posició - 1949 - Cinquena posició - 1953 - Quarta posició |  | - 1955 - Finalista - 1956 - Finalista - 1957 - Sisena posició - 1959 - Cinquena posició - 1959 - No participà - 1963 - No participà - 1967 - Tercera posició - 1975 - Primera ronda - 1979 - Finalista - 1983 - Primera ronda - 1987 - Finalista |  | - 1989 - Primera ronda - 1991 - Tercera posició - 1993 - Primera ronda - 1995 - Primera ronda - 1997 - Primera ronda - 1999 - Quarta posició - 2001 - Quarts de final - 2004 - Primera ronda - 2007 - Quarta de final - 2011 - Quarta de final - 2015 - Campions - 2016 - Campions - 2019 - Quarta posició |

### Participacions en els Jocs Panamericans
- 1951 - Tercera posició
- 1955 - No participà
- 1959 - No participà
- 1963 - Tercera posició
- 1967 - No participà
- 1971 - No participà
- 1975 - No participà
- 1979 - No participà
- 1983 - Primera ronda
- 1987 - Finalista
- 1991 - No participà
- 1995 - Quarts de final
- 1999 - No participà
- 2003 - No participà

## Jugadors
Equip convocat per la Copa Amèrica 2016
| Dorsal | Posició | Jugador               | Data de naixement/edat | Partits | Gols | Club                 |
| ------ | ------- | --------------------- | ---------------------- | ------- | ---- | -------------------- |
| 1      | POR     | Claudio Bravo         | 13 d'abril de 1983     | 100     | 0    | Barcelona (Captain)  |
| 12     | POR     | Cristopher Toselli    | 22 de juny de 1988     | 4       | 0    | Universidad Católica |
| 23     | POR     | Johnny Herrera        | 9 de maig de 1981      | 15      | 0    | Universidad de Chile |
| 2      | DEF     | Eugenio Mena          | 18 de juliol de 1988   | 44      | 3    | São Paulo            |
| 3      | DEF     | Enzo Roco             | 16 d'agost de 1992     | 6       | 1    | Espanyol             |
| 4      | DEF     | Mauricio Isla         | 12 de juny de 1988     | 74      | 3    | Marseille            |
| 6      | DEF     | José Pedro Fuenzalida | 22 de febrer de 1985   | 27      | 1    | Universidad Católica |
| 15     | DEF     | Jean Beausejour       | 3 de juny de 1984      | 76      | 6    | Colo-Colo            |
| 17     | DEF     | Gary Medel            | 3 d'agost de 1987      | 88      | 7    | Internazionale       |
| 18     | DEF     | Gonzalo Jara          | 29 d'agost de 1985     | 88      | 3    | Universidad de Chile |
| 5      | MIG     | Francisco Silva       | 11 de febrer de 1986   | 24      | 0    | Chiapas              |
| 8      | MIG     | Arturo Vidal          | 22 de maig de 1987     | 74      | 15   | Bayern de Múnic      |
| 10     | MIG     | Pablo Hernández       | 24 d'octubre de 1986   | 4       | 3    | Celta                |
| 13     | MIG     | Erick Pulgar          | 15 de gener de 1994    | 2       | 0    | Bologna              |
| 14     | MIG     | Matías Fernández      | 15 de maig de 1986     | 72      | 14   | Fiorentina           |
| 20     | MIG     | Charles Aránguiz      | 17 d'abril de 1989     | 41      | 6    | Bayer Leverkusen     |
| 21     | MIG     | Marcelo Díaz          | 30 de desembre de 1986 | 43      | 1    | Celta                |
| 7      | DAV     | Alexis Sánchez        | 19 de desembre de 1988 | 94      | 31   | Arsenal              |
| 9      | DAV     | Mauricio Pinilla      | 4 de febrer de 1984    | 40      | 8    | Atalanta             |
| 11     | DAV     | Eduardo Vargas        | 20 de novembre de 1989 | 53      | 25   | Hoffenheim           |
| 16     | DAV     | Nicolás Castillo      | 14 de febrer de 1993   | 3       | 1    | Universidad Católica |
| 19     | DAV     | Fabián Orellana       | 27 de gener de 1986    | 36      | 2    | Celta                |
| 22     | DAV     | Edson Puch            | 9 d'abril de 1986      | 7       | 0    | LDU Quito            |

Els següents jugadors van ser convocats per la Copa Amèrica 2015.
| Dorsal | Posició | Jugador               | Data de naixement/edat | Partits | Gols | Club                 |
| ------ | ------- | --------------------- | ---------------------- | ------- | ---- | -------------------- |
| 1      | POR     | Claudio Bravo         | 13 d'abril de 1983     | 90      | 0    | Barcelona (Capità)   |
| 12     | POR     | Paulo Garcés          | 2 d'agost de 1984      | 1       | 0    | Colo-Colo            |
| 23     | POR     | Johnny Herrera        | 9 de maig de 1981      | 12      | 0    | Universidad de Chile |
| 2      | DEF     | Eugenio Mena          | 18 de juliol de 1988   | 36      | 3    | Cruzeiro             |
| 3      | DEF     | Miiko Albornoz        | 30 de novembre de 1990 | 6       | 1    | Hannover 96          |
| 4      | DEF     | Mauricio Isla         | 12 de juny de 1988     | 61      | 2    | Juventus             |
| 13     | DEF     | José Rojas            | 3 de juny de 1983      | 23      | 1    | Universidad de Chile |
| 15     | DEF     | Jean Beausejour       | 3 de juny de 1984      | 67      | 6    | Colo-Colo            |
| 17     | DEF     | Gary Medel            | 3 d'agost de 1987      | 75      | 6    | Internazionale       |
| 18     | DEF     | Gonzalo Jara          | 29 d'agost de 1985     | 77      | 3    | Mainz 05             |
| 5      | MIG     | Francisco Silva       | 11 de febrer de 1986   | 17      | 0    | Club Brugge          |
| 6      | MIG     | José Pedro Fuenzalida | 22 de febrer de 1985   | 26      | 1    | Boca Juniors         |
| 8      | MIG     | Arturo Vidal          | 22 de maig de 1987     | 64      | 10   | Bayern de Múnic      |
| 10     | MIG     | Jorge Valdivia        | 19 d'octubre de 1983   | 63      | 7    | Palmeiras            |
| 14     | MIG     | Matías Fernández      | 15 de maig de 1986     | 63      | 14   | Fiorentina           |
| 16     | MIG     | David Pizarro         | 11 de setembre de 1979 | 43      | 2    | Fiorentina           |
| 19     | MIG     | Felipe Gutiérrez      | 8 d'octubre de 1990    | 23      | 1    | Twente               |
| 20     | MIG     | Charles Aránguiz      | 17 d'abril de 1989     | 35      | 4    | Internacional        |
| 21     | MIG     | Marcelo Díaz          | 30 de desembre de 1986 | 33      | 1    | Hamburg              |
| 7      | DAV     | Alexis Sánchez        | 19 de desembre de 1988 | 81      | 26   | Arsenal              |
| 9      | DAV     | Mauricio Pinilla      | 4 de febrer de 1984    | 34      | 6    | Atalanta             |
| 11     | DAV     | Eduardo Vargas        | 20 de novembre de 1989 | 43      | 19   | Napoli               |
| 22     | DAV     | Ángelo Henríquez      | 13 d'abril de 1994     | 6       | 2    | Manchester United    |

Els següents 23 jugadors han estat convocats per la Copa del Món 2014
| Dorsal | Posició | Jugador               | Data de naixement/edat | Partits | Gols | Club                              |
| ------ | ------- | --------------------- | ---------------------- | ------- | ---- | --------------------------------- |
| 1      | POR     | Claudio Bravo         | 13 d'abril de 1983     | 79      | 0    | Reial Societat                    |
| 12     | POR     | Cristopher Toselli    | 22 de juny de 1988     | 4       | 0    | Universidad Católica              |
| 23     | POR     | Johnny Herrera        | 9 de maig de 1981      | 8       | 0    | Universidad de Chile              |
| 2      | DEF     | Eugenio Mena          | 18 de juliol de 1988   | 25      | 3    | Santos                            |
| 3      | DEF     | Miiko Albornoz        | 30 de novembre de 1990 | 2       | 1    | Malmö                             |
| 4      | DEF     | Mauricio Isla         | 12 de juny de 1988     | 47      | 2    | Juventus                          |
| 13     | DEF     | José Rojas            | 23 de juny de 1983     | 19      | 1    | Universidad de Chile              |
| 17     | DEF     | Gary Medel            | 3 d'agost de 1987      | 61      | 5    | Cardiff City                      |
| 18     | DEF     | Gonzalo Jara          | 29 d'agost de 1985     | 65      | 3    | Nottingham Forest                 |
| 5      | MIG     | Francisco Silva       | 11 de febrer de 1986   | 12      | 0    | Osasuna                           |
| 6      | MIG     | Carlos Carmona        | 21 de febrer de 1987   | 44      | 1    | Atalanta                          |
| 8      | MIG     | Arturo Vidal          | 22 de maig de 1987     | 54      | 8    | Juventus                          |
| 10     | MIG     | Jorge Valdívia        | 19 d'octubre de 1983   | 57      | 4    | Palmeiras                         |
| 15     | MIG     | Jean Beausejour       | 1 de juny de 1984      | 59      | 5    | Wigan Athletic                    |
| 16     | MIG     | Felipe Gutiérrez      | 8 d'octubre de 1990    | 18      | 1    | Twente                            |
| 19     | MIG     | José Pedro Fuenzalida | 22 de febrer de 1985   | 23      | 1    | Club Social y Deportivo Colo-Colo |
| 20     | MIG     | Charles Aránguiz      | 17 d'abril de 1989     | 21      | 2    | Internacional                     |
| 21     | MIG     | Marcelo Díaz          | 30 de desembre de 1986 | 21      | 1    | Basel                             |
| 7      | DAV     | Alexis Sánchez        | 19 de desembre de 1988 | 67      | 22   | Barcelona                         |
| 9      | DAV     | Mauricio Pinilla      | 4 de febrer de 1984    | 27      | 6    | Cagliari                          |
| 11     | DAV     | Eduardo Vargas        | 20 de novembre de 1989 | 30      | 14   | Valencia                          |
| 14     | DAV     | Fabián Orellana       | 27 de gener de 1986    | 26      | 2    | Celta Vigo                        |
| 22     | DAV     | Esteban Paredes       | 1 d'agost de 1980      | 35      | 10   | Club Social y Deportivo Colo-Colo |